# Lor mee

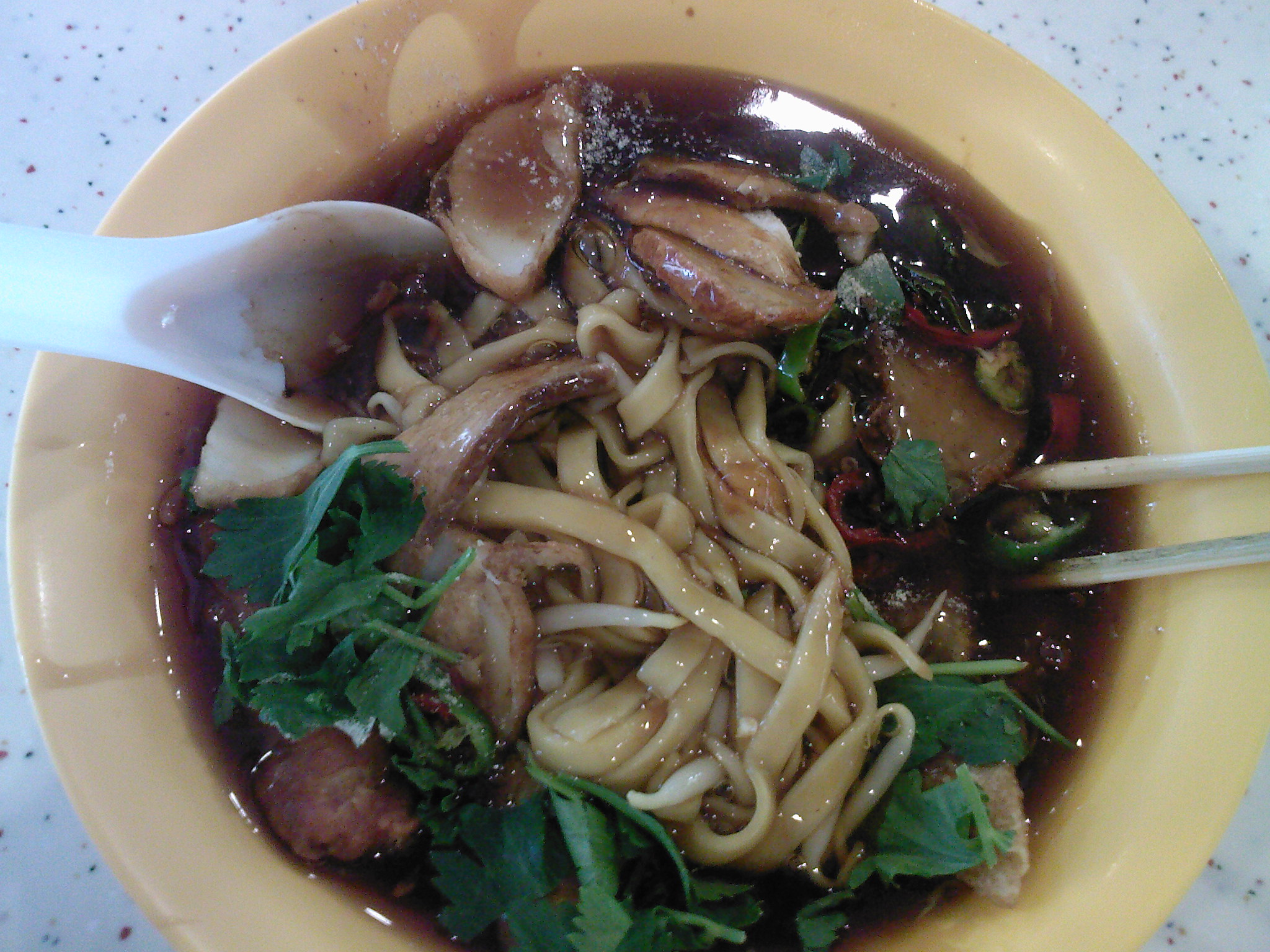
Lor mee.

El lor mee (en chino simplificado, 卤面) es un plato de fideos de inspiración china consistente en unos fideos gruesos planos amarillos (conocidos también como lor mee) servidos en un gravy espesado con almidón. 
Este plato es consumido por los hoklo (hablantes de chino min nan) de Singapur y Malasia. El gravy espeso se hace con maicena, especias y huevo. Los ingredientes añadidos a los fideos suelen ser ngo hiang, pastelitos de pescado, dumplings redondos y planos de pescado o carne (normalmente pollo o cerdo), huevo pasado por agua y otros, según disponibilidad de mercado y presupuesto. También puede tomarse con guindilla. Las versiones tradicionales incluyen además trocitos de pescado frito encima, si bien pocos puestos sirven ya esta versión.
- Datos: Q5678787
- Multimedia: Lor mee / Q5678787